# Fermo di indiziato di delitto
Il fermo di indiziato di delitto, secondo la legge italiana, è una misura restrittiva della libertà personale.
Esso si configura come una cosiddetta misura precautelare, ed è prevista dal codice di procedura penale italiano. Il fermo può essere disposto esclusivamente dagli organi preposti e solo in casi di necessità e urgenza.
La disciplina di tale istituto è contenuta nel codice di procedura penale, in particolare agli artt. 384 e seguenti. La "legge Reale" lo consentì (all'art. 3) anche cessata la flagranza di reato, di fatto permettendo un fermo preventivo di 96 ore (48+48) entro le quali andava emesso decreto di convalida da parte dell'autorità giudiziaria. 
L'istituto non va confuso con la custodia cautelare in carcere, la quale, pur incidendo anch'essa sulla libertà personale, fa riferimento a un momento successivo e a un soggetto diverso che la impone (il giudice, e non il pubblico ministero come nel caso del fermo, si pronuncia, con ordinanza, in merito alle possibilità che il soggetto possa essere sottoposto a una misura cautelare, decidendo, poiché ne ritiene fondati i presupposti, di applicarla).

## Presupposti per l'applicazione
Il fermo di indiziato di delitto è un atto obbligatorio nel momento in cui sussistono tutti i presupposti specifici per la sua applicazione, che sono:
- Sussistenza di un quadro indiziario grave relativo alla commissione o al tentativo, da parte dell'indagato, di un reato per cui la legge prevede la pena dell'ergastolo o della reclusione non inferiore nel minimo a 2 anni e superiore nel massimo a sei anni, ovvero la commissione di un delitto inerente alle armi da guerra e agli esplosivi. Per i soggetti minori invece il fermo è ammissibile solo per i delitti non colposi per i quali può essere disposto l'arresto in flagranza di reato, a meno che la pena minima prevista per tale delitto non sia inferiore a due anni di reclusione.
- Fondato pericolo di fuga dell'indiziato, da ricercare nel concreto comportamento della persona indiziata. Il pericolo di fuga deve essere quindi reale e dimostrabile e non soggetto a interpretazioni.
- Soggetto gravemente indiziato di delitto, sulla persona gravano evidenti e palesi elementi in forza dei quali è possibile formulare un giudizio di elevata probabilità di commissione del delitto.

Il fermo per pericolo di fuga, nel caso in cui il pubblico ministero abbia già assunto la direzione delle indagini, può essere disposto autonomamente dalla polizia giudiziaria solo nel caso previsto dall'art. 384 c.p.p., comma 3, cioè quando sia impossibile un tempestivo intervento da parte del pubblico ministero.
Dall'ambito di applicazione del fermo sono escluse le contravvenzioni.

## Soggetti legittimati
Possono provvedere al fermo ai sensi dell'art. 384 c.p.p.:
- Il pubblico ministero (P.M.), con decreto apposito.
- la polizia giudiziaria (P.G.), prima che il P.M. abbia assunto la direzione delle indagini.

La P.G. può comunque procedere al fermo dell'indiziato anche quando il pubblico ministero ha assunto la direzione delle indagini nel momento in cui sussistano specifici elementi che rendano fondato il pericolo di fuga dell'indiziato e non sia possibile attendere il decreto del P.M. (art. 384, comma 3 c.p.p.).

## Procedimento
Possono procedere al fermo il pubblico ministero o gli agenti e ufficiali di polizia giudiziaria. In quest'ultimo caso al P.M. deve essere trasmesso il verbale del fermo dagli agenti, e data informazione entro ventiquattro ore.
Successivamente il pubblico ministero deve chiedere la convalida del fermo attraverso apposita udienza al giudice per le indagini preliminari entro le quarantotto ore successive al fermo. Questi poi provvederà a informare lo stesso P.M. e l'avvocato difensore del fermato e a fissare l'udienza di convalida entro le 48 ore successive.

## Eccezioni
Il fermo non può essere disposto quando dalle circostanze del fatto appare evidente che questo sia stato compiuto per:
- esercizio di un diritto o adempimento di un dovere
- in stato di legittima difesa
- uso legittimo delle armi
- altre cause di non punibilità

Ai sensi di legge, alcune categorie di soggetti sono escluse dal provvedimento di fermo in relazione alle loro qualità:
- Sommo pontefice
- Presidente della Repubblica
- Cardinali quando la sede papale è vacante
- Capi o Ministri degli Stati esteri in visita ufficiale in Italia
- Agente diplomatico accreditato
- Agenti consolari
- Componenti del Consiglio d'Europa